# Desulfotomaculum thermobenzoicum subsp. thermobenzoicum
Desulfotomaculum thermobenzoicum subsp. thermobenzoicum  è una sottospecie di batterio appartenente alla famiglia delle Peptococcaceae.